# Władze Estonii na emigracji

## Premierzy pełniący funkcje szefów państwa(Peaminister Vabariigi Presidendi ülesandeis)
- 21 czerwca 1940 – 9 lipca 1945 Jüri Uluots
- 9 stycznia 1945 – 29 marca 1963 August Rei
- 29 marca 1963 – 23 grudnia 1970 Aleksander Warma
- 23 grudnia 1970 – 1 marca 1990 Tõnis Kint
- 1 marca 1990 – 8 października 1992 Heinrich Mark

Heinrich Mark był ostatnim prezydentem Estonii na uchodźstwie i złożył urząd 8 października 1992 po wyborze w niepodległym państwie prezydenta Lennarta Meri. Niezależnie od tego część środowiska emigracyjnego nie uznała tej decyzji i argumentując pozostawaniem na terenie Estonii wielu Rosjan faktyczną kontynuację okupacji powołała inny ośrodek władzy za granicą, pod kierownictwem Mihkela Mathiesena.
- 15 września 1992 – 28 listopada 2003 Mihkel Mathiesen
- 28 listopada 2003 – Kalev Ots

## Premierzy -  kierownicy rządu(Peaministri asetäitja)
- 18 września 1944 – 12 stycznia 1953 Otto Tief
- 12 stycznia 1953 – 22 sierpnia 1960 Johannes Sikkar
- 1 stycznia 1962 – 29 marca 1963 Aleksander Warma
- 1 marca 1964 – 23 grudnia 1970 Tõnis Kint
- 8 stycznia 1971 – 1 marca 1990 Heinrich Mark
- 20 czerwca 1990 – 15 września 1992 Enno Penno

Ustępujący 7 września 1992 gabinet Enno Penno zrzekł się swoich kompetencji na rzecz władz w Tallinnie.
Gabinet Kaleva Otsa powołany przez Mihkela Mathiesena 15 września 1992 nie jest uznawany przez żaden z podmiotów prawa międzynarodowego (USA i Watykan nawiązały stosunki z rządem tallińskim). 
- 15 września 1992 – 28 listopada 2003 Kalev Ots
- 7 grudnia 2003 – Ahti Mänd